# Inquisition Symphony
Inquisition Symphony è il secondo album in studio del gruppo musicale finlandese Apocalyptica, pubblicato il 22 settembre 1998. Tutte le canzoni sono state scritte o arrangiate da Eicca Toppinen.

## Tracce
1. Harmageddon – 4:56 (musica: Eicca Toppinen)
2. From Out of Nowhere – 3:10 (musica: Faith No More)
3. For Whom the Bell Tolls – 3:09 (musica: James Hetfield, Lars Ulrich, Cliff Burton)
4. Nothing Else Matters – 4:45 (musica: James Hetfield, Lars Ulrich)
5. Refuse/Resist – 3:12 (musica: Max Cavalera, Igor Cavalera, Andreas Kisser, Paulo Xisto Pinto)
6. M.B. – 3:58 (musica: Eicca Toppinen)
7. Inquisition Symphony – 4:57 (musica: Max Cavalera, Igor Cavalera, Andreas Kisser, Paulo Xisto Pinto)
8. Fade to Black – 5:00 (musica: James Hetfield, Lars Ulrich, Cliff Burton, Kirk Hammett)
9. Domination – 3:30 (musica: Pantera)
10. Toreador – 4:20 (musica: Eicca Toppinen)
11. One – 5:44 (musica: James Hetfield, Lars Ulrich)

## Formazione
- Eicca Toppinen – violoncello, arrangiamenti, compositore
- Paavo Lötjönen – violoncello
- Antero Manninen – violoncello
- Max Lilja – violoncello, arrangiamenti in One